# Levante Unión Deportiva (futebol de areia)
O BSC levante UD é uma equipe que pertence a Levante Unión Deportiva da Espanha.
1. ↑  «Levante UD de futebol de areia». resultados.com. Consultado em 1 de dezembro de 2017